# Ludwig Ferdinand Schmid

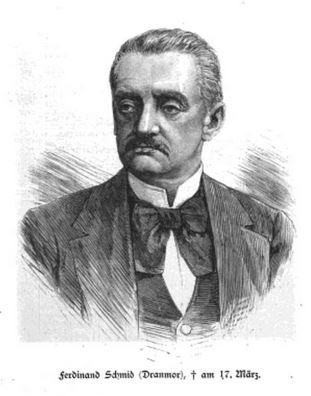
Ludwig Ferdinand Schmid

Ludwig Ferdinand Schmid (Pseudonym: Dranmor); * 22. Juli 1823 in Muri bei Bern; † 17. März 1888 in Bern, war ein Schweizer Lyriker und Geschäftsmann, der viele Jahre in Brasilien und in Paris lebte.

## Leben
Nach dem Tod seines aus Deutschland eingewanderten Vaters war Schmid 1840 zunächst gezwungen, eine kaufmännische Lehre in Basel anzufangen. Bereits mit 18 Jahren schrieb er sein berühmtestes Gedicht Ich möchte schlafen gehn. Zugleich schmiedete er Reisepläne. 1843 liess er sich in Brasilien als Handelsvertreter nieder, zuerst in Santos, dann in Rio de Janeiro. Er wurde dort wohlhabend und konnte sich Reisen nach Nordamerika und St. Helena leisten.
1851 machte Ferdinand Schmid Reisen durch ganz Europa, 1852 wurde er österreichischer Generalkonsul in Brasilien. Ab 1860 veröffentlichte er seine unter dem Pseudonym Dranmor kulturpessimistische Dichtungen. Nach seiner Hochzeit 1865 mit der Französin Lise Aglaë Marque aus Rouen siedelte er 1868 nach Paris über, wo er weitere Werke veröffentlichte. 1874 kehrte er aus wirtschaftlichen Gründen wieder nach Brasilien zurück, konnte aber nicht mehr an seinen früheren Handelserfolg anschliessen. Nach journalistischen Versuchen kehrte er verarmt 1887 nach 44 Jahren wieder nach Bern zurück, wo er auch 1888 starb und auf dem Schosshaldenfriedhof beigesetzt wurde.
Schmid erhielt vom österreichischen Kaiser die Goldene Medaille für Kunst und Wissenschaft.

## Werke (Auswahl)
- Poetische Fragmente. Brockhaus, Leipzig 1860.
- Kaiser Maximilian. Klagelied. Hennicke, Raab 1868. (Digitalisat)
- Requiem. Cotta, München 1869. (Digitalisat)
- Über Handel und Wandel in Brasilien. Journalistische Skizzen. Winter, Rio de Janeiro 1881.
- Gesammelten Dichtungen (4. Auflage 1900)
- Gedichte. (Leipzig 1924, hrsg. von Otto von Greyerz, Die Schweiz im deutschen Geistesleben 28)